# Pingré (cràter)

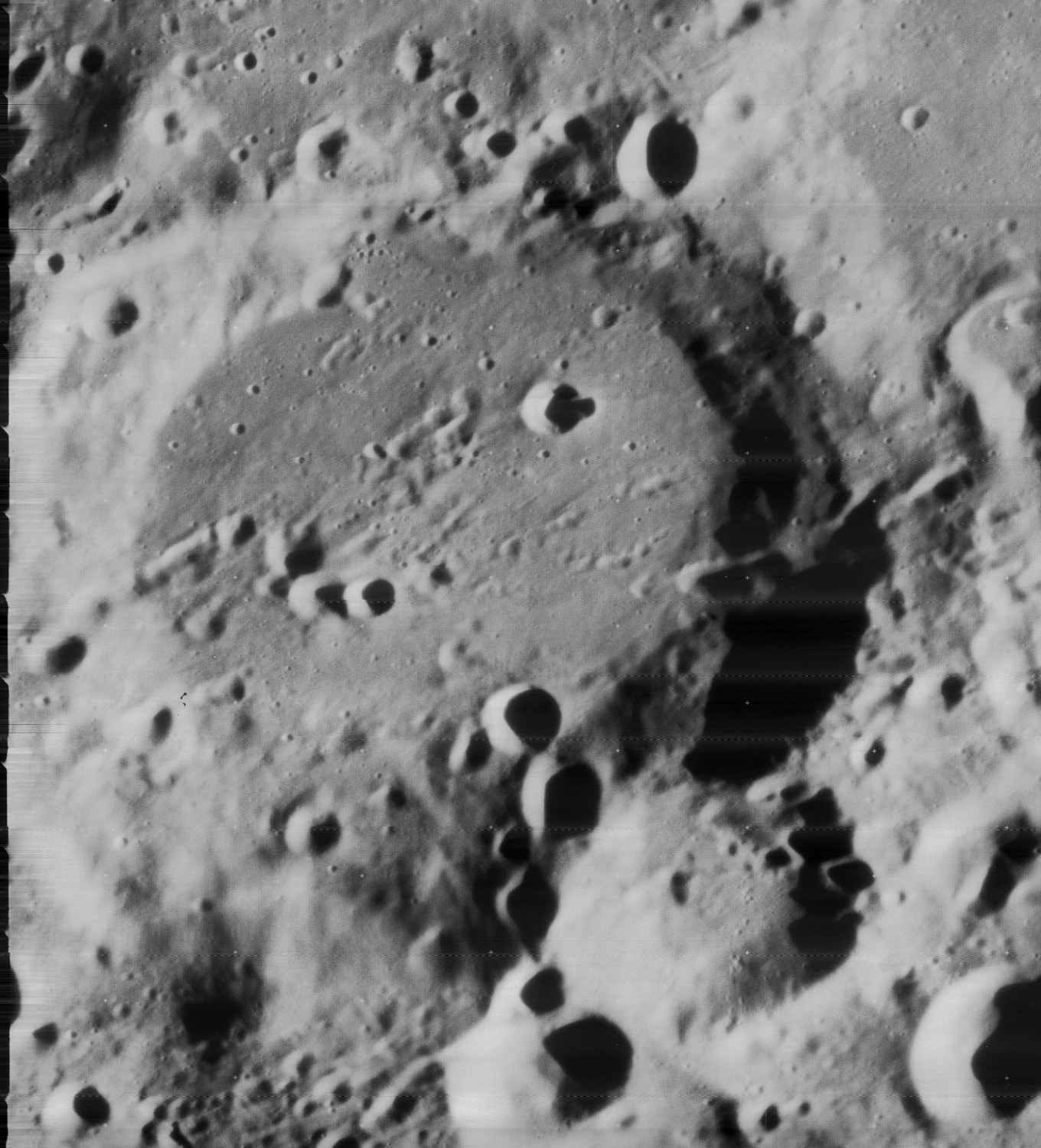
Fotografia de la missió Lunar Orbiter 4 (1967)

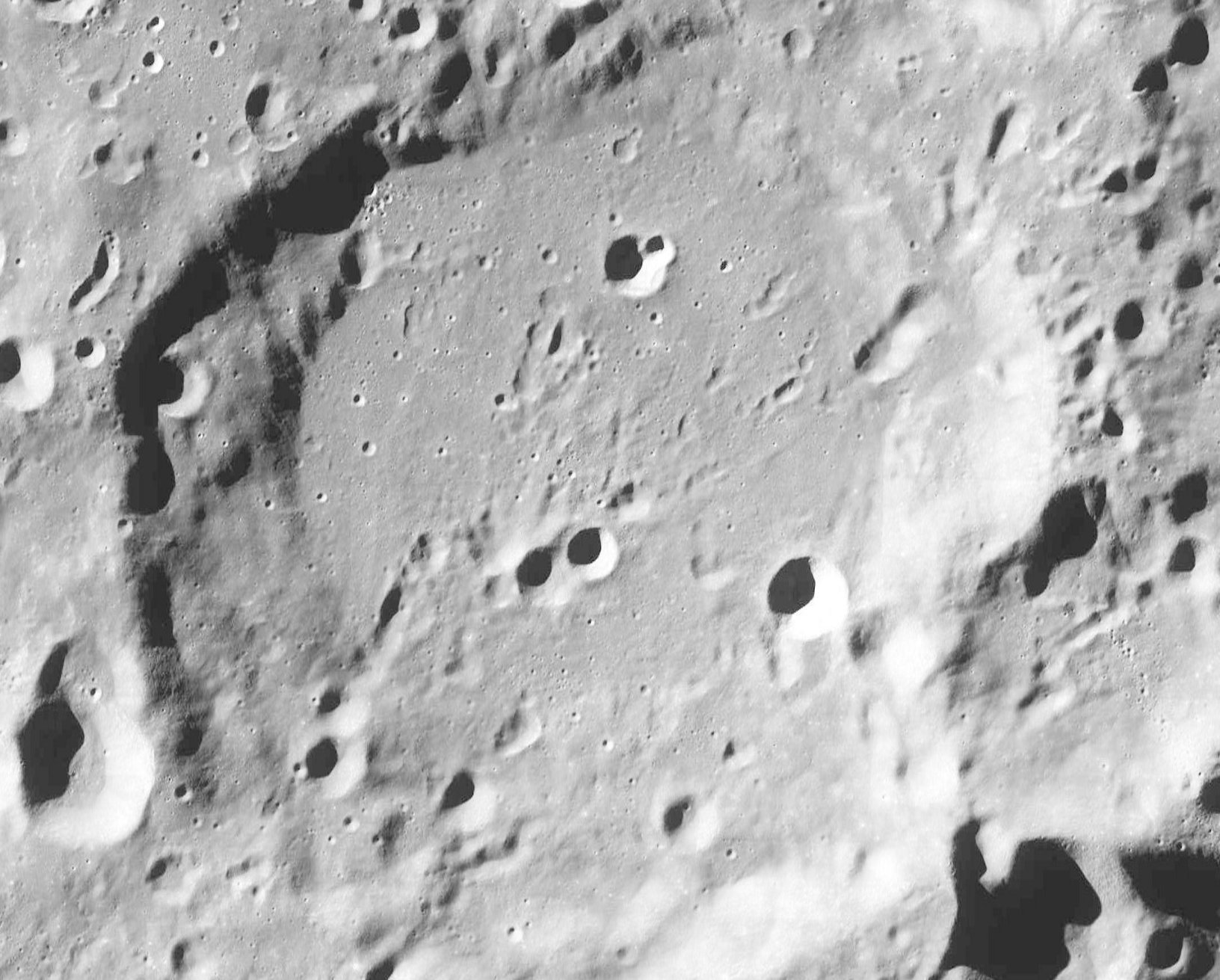
Fotografia de la missió Lunar Reconnaissance Orbiter

Pingré és un cràter d'impacte que es troba prop de l'extremitat sud-oest de la Lluna, més enllà del gran cràter Phocylides. Es troba al nord-oest de l'enorme conca emmurallada de Bailly, i a l'est de Graff, més petit. A causa de la seva ubicació, Pingré apareix aplatat quan es veu des de la Terra.

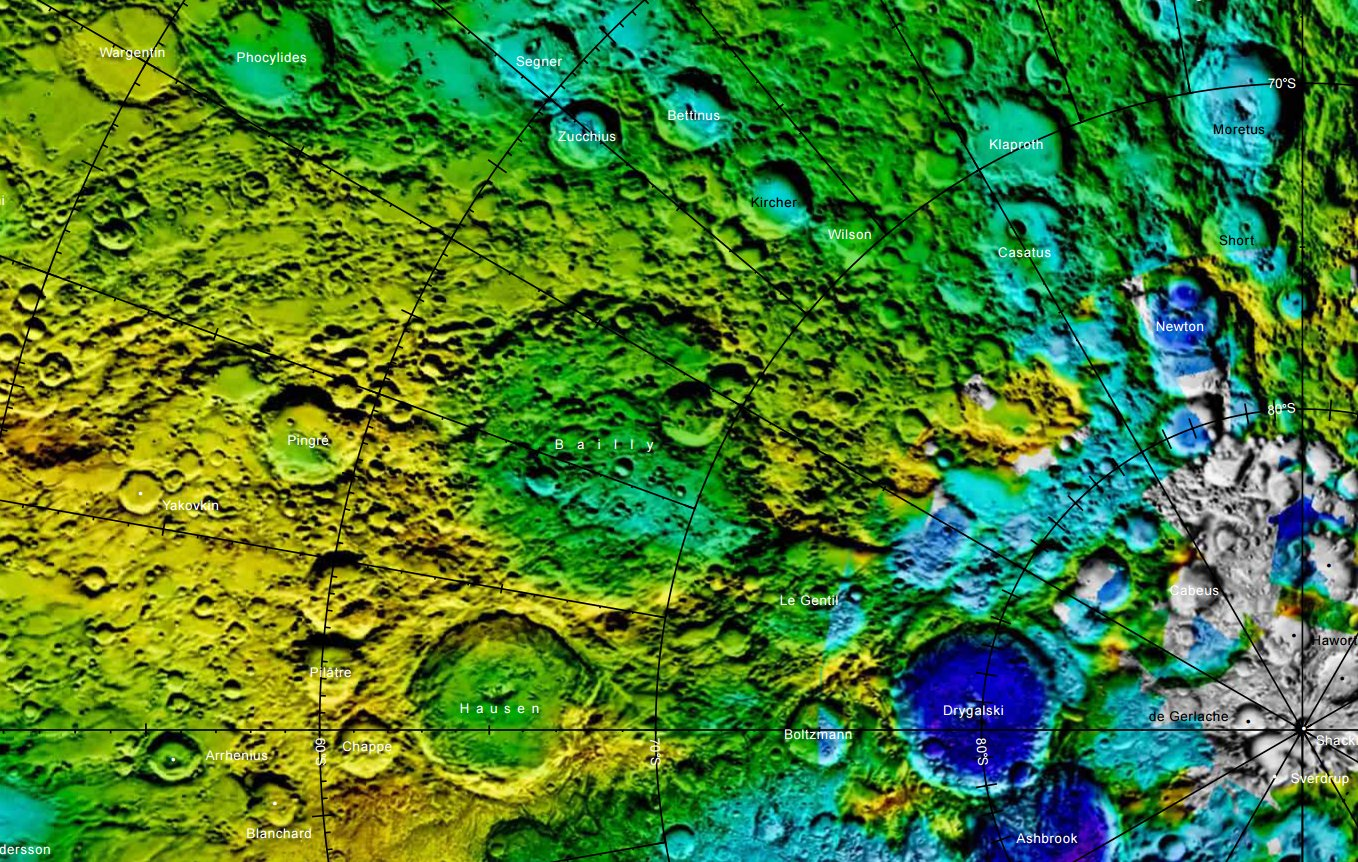
Localització de Pingré (centre de la meitat esquerra de la imatge)

La vora exterior d'aquest cràter s'ha desgastada a causa de successius impactes menors, deixant la seva superfície rugosa i irregular. El brocal està gairebé desintegrat en el sud-est, i apareix cobert per un petit cràter en la vora oriental. Presenta una altura reduïda i es desplaça cap al nord-oest. El sòl interior és relativament pla, però marcat per diversos petits cràters, que poden ser impactes secundaris de Hausen o un cràter distal (produït prop del punt central de la plataforma interior, on podria haver existit un pic central).
Pingré es troba al sud-est de la Conca Mendel-Rydberg, una depressió d'impacte de 630 km d'ample del Període Nectarià.

## Cràters satèl·lit
Per convenció aquests elements són identificats en els mapes lunars posant la lletra en el costat del punt central del cràter que està més proper a Pingré.
| Pingré | Coordenades                          | Diàmetre |
| ------ | ------------------------------------ | -------- |
| B      | 57° 36′ S, 65° 18′ O / 57.6°S,65.3°O | 19 km    |
| C      | 58° 24′ S, 68° 18′ O / 58.4°S,68.3°O | 23 km    |
| D      | 56° 36′ S, 84° 06′ O / 56.6°S,84.1°O | 16 km    |
| E      | 56° 30′ S, 78° 54′ O / 56.5°S,78.9°O | 14 km    |
| F      | 59° 54′ S, 71° 00′ O / 59.9°S,71.0°O | 16 km    |
| G      | 57° 54′ S, 68° 54′ O / 57.9°S,68.9°O | 13 km    |
| J      | 59° 06′ S, 68° 48′ O / 59.1°S,68.8°O | 18 km    |
| K      | 55° 12′ S, 77° 42′ O / 55.2°S,77.7°O | 13 km    |
| L      | 53° 48′ S, 85° 48′ O / 53.8°S,85.8°O | 17 km    |
| M      | 53° 30′ S, 83° 36′ O / 53.5°S,83.6°O | 19 km    |
| N      | 58° 06′ S, 83° 42′ O / 58.1°S,83.7°O | 19 km    |
| P      | 54° 00′ S, 69° 30′ O / 54.0°S,69.5°O | 16 km    |
| S      | 60° 18′ S, 82° 00′ O / 60.3°S,82.0°O | 70 km    |
| U      | 56° 18′ S, 66° 00′ O / 56.3°S,66.0°O | 12 km    |
| W      | 56° 24′ S, 70° 54′ O / 56.4°S,70.9°O | 9 km     |
| X      | 58° 54′ S, 79° 18′ O / 58.9°S,79.3°O | 9 km     |
| Y      | 58° 24′ S, 78° 00′ O / 58.4°S,78.0°O | 13 km    |
| Z      | 55° 06′ S, 82° 42′ O / 55.1°S,82.7°O | 12 km    |

Els següents cràters han estat canviats el nom per la UAI:
- Pingré H — Vegeu Yakovkin.